# 에디 윌리엄스

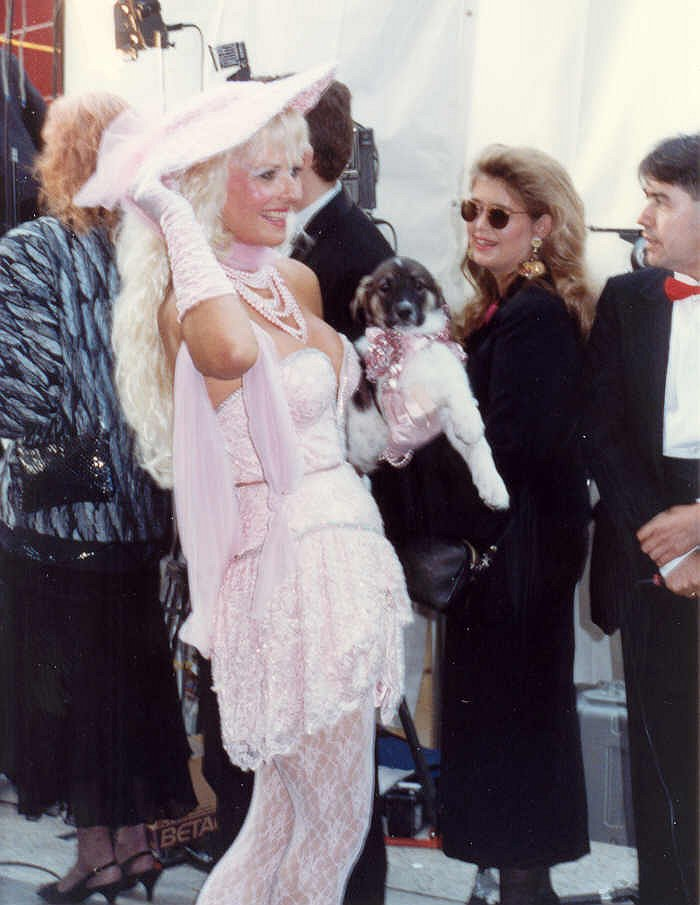

에디 윌리엄스(Edwina Beth Williams, 1942년 7월 9일 ~ )는 미국의 배우이다.
솔트레이크시티에서 태어났다.

## 출연 작품
- 화성에서 온 악녀 (1991년)
- 비버리 힐스의 두 사나이 (1989, Nudity Required)
- 맨킬러스 (1987년)
- 체인 히트 (1983년)
- 더 세븐 미니츠 (1971년)
- 인형의 골짜기를 넘어서 (1970년)
- 굿 타임스 (1967년)
- 가장 좋은 남성용 스포츠 (1964년)
- 네이키드 키스 (1964년)

### 텔레비전
- 배트맨 (1966)